# Kaplińscy
Kaplińscy – rodzina pochodzenia frankistowskiego. Nazwisko wzięli zapewne od miejscowości Kaplińce w powiecie brzeżańskim w ziemi lwowskiej. Wywód genealogiczny od Jakuba Kaplińskiego (zm. 1808), bliskiego współpracownika Jakuba Franka, który jako pierwszy chrześcijanin tego domu został ochrzczony między wrześniem a grudniem 1760 we Lwowie, Kamieńcu Podolskim lub Warszawie. W 2 połowie XIX w. rodzina ostatecznie zerwała z typowymi dla tego kręgu małżeństwami w obrębie dawnych wyznawców sekty Franka, wchodząc w środowiska szlachty i ziemiaństwa Królestwa Polskiego, a następnie Galicji. 

## Przedstawiciele rodu
- Eliasz Kapliński (1777-1823), właściciel browaru i realności warszawskich, ziemianin oraz członek ekskluzywnej loży masońskiej.
- Jan Jakub Kapliński (1780-1852), urzędnik i członek ekskluzywnej loży masońskiej.
- Franciszek Kapliński (1797-1841), urzędnik i kompozytor.
- Józef Jakub Kapliński (1821-1886), ziemianin w Królestwie Polskim.
- Seweryn Kapliński (1826-1857), prawnik i tłumacz utworów dramatycznych.
- Leon Kapliński (1826-1873), artysta-malarz, działacz polityczny i pisarz.
- Zofia Kaplińska (1831-1864), nauczycielka i pisarka.
- Edward Kapliński (1835-1879), budowniczy i działacz społeczny.
- Bolesław Antoni Kapliński (1843-1912), powstaniec styczniowy 1863 r. i ziemianin galicyjski.
- Wacław Kapliński (1855-1895), lekarz ginekolog i współwłaściciel Zakładu Ginekologicznego w Warszawie.
- Helena Kaplińska (1892-1934), teozofka i członkini loży masońskiej.
- Jaan Kaplinski (ur. 1941), estoński, poeta, filozof i krytyk.

## Koligacje rodzinne
Bołoz Antoniewiczowie herbu własnego, Bedlińscy herbu Wieniawa, Brzezińscy (frankiści), hr. Chorinsky bar. v. Ledske, Czyńscy (frankiści), Drozdowscy, Grabowscy (frankiści), Gutowscy, Kossak herbu własnego, Kozłowscy, Leszczyńscy, Naimscy (frankiści), Piotrowscy, Szymanowscy (frankiści), Wołowscy (frankiści), Zagórscy (frankiści), Żarscy i Żelechowscy herbu Ciołek.